# Pedrovo
Pedrovo falu Szlovéniában, a Goriška statisztikai régióban, a Vipava-völgyhöz kapcsolódó Branik-völgyben, Branik település mellett fekszik. Közigazgatásilag Nova Goricához tartozik. A település 2011-ig Branikhoz tartozott. A 2012. január elsejei adatok alapján a településnek 12 lakosa volt. Pedrovo templomát a Szentlélek tiszteletére emelték és a Koperi egyházmegyéhez tartozik.

## Fordítás
- Ez a szócikk részben vagy egészben  a   Pedrovo című angol Wikipédia-szócikk ezen változatának fordításán alapul.  Az eredeti cikk szerkesztőit annak laptörténete sorolja fel. Ez a jelzés csupán a megfogalmazás eredetét és a szerzői jogokat jelzi, nem szolgál a cikkben szereplő információk forrásmegjelöléseként.